# Período pluvial Musteriense

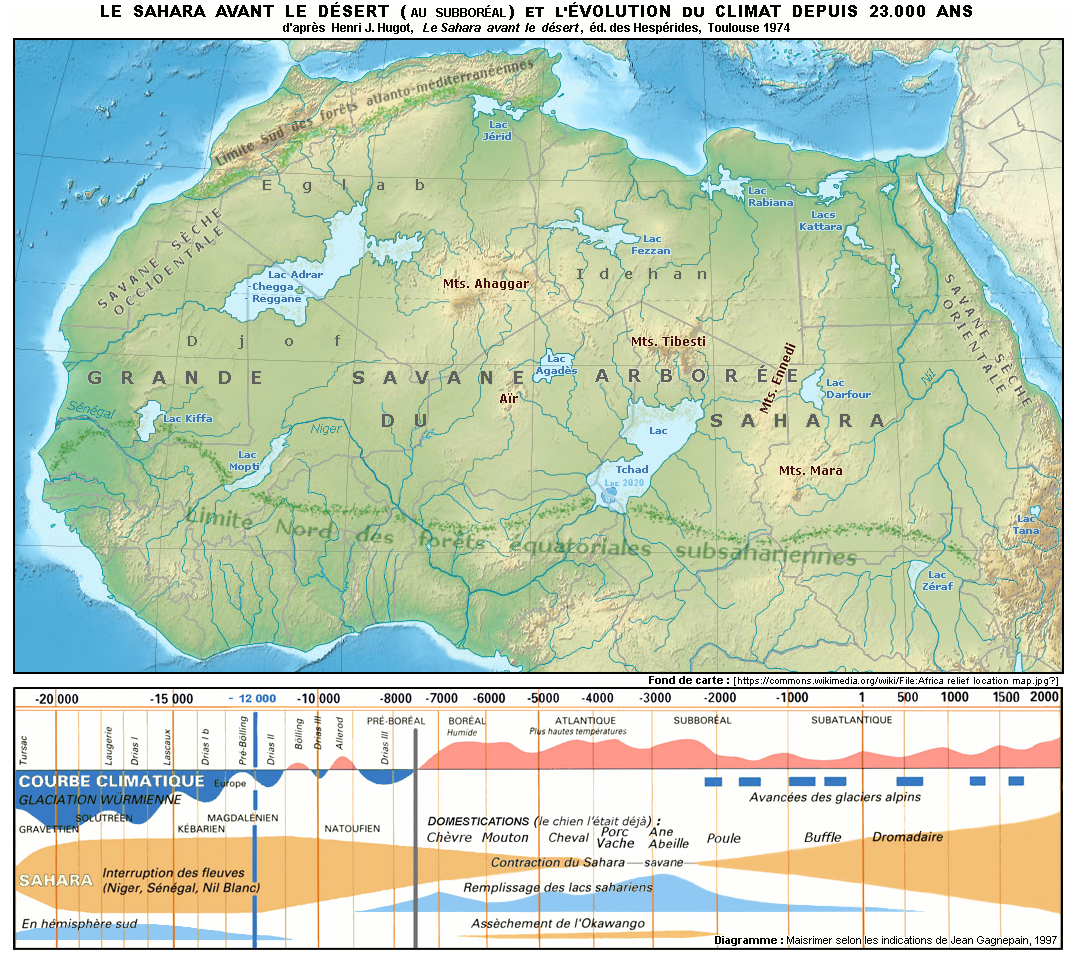
Sahara antes del desierto.

El período pluvial Musteriense fue una extensa etapa de clima seco y lluvioso ocurrida en la historia climática del Norte de África. Ocurrió en el transcurso del Paleolítico Superior, comenzando hacia el 50.000 a. C. y acabando, aproximadamente, sobre el 30.000 a. C.
Durante este período, las ahora desérticas regiones norteafricanas estuvieron bien dotadas de agua en forma de lagos, pantanos y sistemas fluviales